# Ferdinand Rüther
Ferdinand Rüther (* 2. Oktober 1926 in Vinsebeck; † 20. April 2022) war ein deutscher Biologiedidaktiker.

## Leben und Werk
Er studierte Biologie und promovierte 1966 an der Universität Münster mit einer Arbeit über Zinkresistenz von Schwermetallpflanzen.
Anschließend war er Professor für Didaktik an der Pädagogischen Hochschule Bonn. Seine Forschungsschwerpunkte neben der Biologiedidaktik waren die Beschäftigung mit Schwermetallpflanzen.

## Schriften (Auswahl)
- Vergleichende physiologische Untersuchungen über die Zinkresistenz von Schwermetallpflanzen. Dissertation, Universität Münster 1966.
- Zur Soziologie und Ökologie europäischer Schwermetall-Pflanzen (Forschungsberichte des Landes NRW; Bd. 1803). Westdeutscher Verlag, Köln 1967 (zusammen mit Walter Baumeister und Wilfried Ernst).
- mit Eberhard Strotkötter (1990): Nachruf auf Gerhard Glombek. In: Biologie heute (374/3), S. 13
- Aus der Welt der Tiere. Hagemann, Düsseldorf 1991 (Sondereinband).
- Die Schwermetallrasen der Bleikuhle von Blankenrode. In: Mitteilungen des Naturwissenschaftlichen Verein Paderborn e. V., Bd. 8 (2008).